# Bahnstrecke Brieske–Meuro
| Ziel der Bahnlinie-Brikettfabrik Meurostolln |                     |                                |                                |
| Streckenlänge: | 7 km                |                                |                                |
| Spurweite: | 900 mm (Schmalspur) |                                |                                |
| Stromsystem: | 1200 V =            |                                |                                |
| Streckengeschwindigkeit: | 30 km/h             |                                |                                |
| |                     |                                |                                |
| \| \| \| \| \| \| \| 0,0 \| Bbf Brieske [Stw 2] \| Bbf Brieske [Stw 2] \| \| \| \| Rangierbahnhof \| \| \| \| \| Brikettfabrik Brieske \| \| \| \| 0,7 \| Betriebswerk Brieske \| Betriebswerk Brieske \| \| \| 1,0 \| Bahnstrecke Großenhain–Cottbus \| Bahnstrecke Großenhain–Cottbus \| \| \| 1,1 \| nach Brikettfabrik Fortschritt \| nach Brikettfabrik Fortschritt \| \| \| 1,3 \| von Brikettfabrik Fortschritt \| von Brikettfabrik Fortschritt \| \| \| 1,45 \| nach Lauchhammer \| nach Lauchhammer \| \| \| 3,1 \| Bbf Hörlitz [Stw 26] \| Bbf Hörlitz [Stw 26] \| \| \| 3,9 \| Kohleumschlagplatz \| Kohleumschlagplatz \| \| \| 6,2 \| von Band-Zug-Beladeanlage \| von Band-Zug-Beladeanlage \| \| \| 6,7 \| Bbf Tagebau Meuro [Stw 24] \| Bbf Tagebau Meuro [Stw 24] \| \| \| 6,9 \| von Brikettfabrik Meurostolln \| von Brikettfabrik Meurostolln \| \| \| \| Bahnstrecke Kortitzmühle–Meuro \| \| |                     |                                |                                |
| Strecke (außer Betrieb) |                     |                                |                                |
| Dienststation / Betriebs- oder Güterbahnhof (Strecke außer Betrieb) | 0,0                 | Bbf Brieske [Stw 2]            | Bbf Brieske [Stw 2]            |
| Abzweig geradeaus und nach links (Strecke außer Betrieb) |                     | Rangierbahnhof                 | Rangierbahnhof                 |
| Abzweig geradeaus und nach rechts (Strecke außer Betrieb) |                     | Brikettfabrik Brieske          | Brikettfabrik Brieske          |
| Abzweig geradeaus und von rechts (Strecke außer Betrieb) | 0,7                 | Betriebswerk Brieske           | Betriebswerk Brieske           |
| Kreuzung geradeaus unten (Strecke geradeaus außer Betrieb) | 1,0                 | Bahnstrecke Großenhain–Cottbus | Bahnstrecke Großenhain–Cottbus |
| Abzweig geradeaus und nach links (Strecke außer Betrieb) | 1,1                 | nach Brikettfabrik Fortschritt | nach Brikettfabrik Fortschritt |
| Abzweig geradeaus und von links (Strecke außer Betrieb) | 1,3                 | von Brikettfabrik Fortschritt  | von Brikettfabrik Fortschritt  |
| Abzweig geradeaus und nach links (Strecke außer Betrieb) | 1,45                | nach Lauchhammer               | nach Lauchhammer               |
| Dienststation / Betriebs- oder Güterbahnhof (Strecke außer Betrieb) | 3,1                 | Bbf Hörlitz [Stw 26]           | Bbf Hörlitz [Stw 26]           |
| Abzweig geradeaus und nach links (Strecke außer Betrieb) | 3,9                 | Kohleumschlagplatz             | Kohleumschlagplatz             |
| Abzweig geradeaus und von links (Strecke außer Betrieb) | 6,2                 | von Band-Zug-Beladeanlage      | von Band-Zug-Beladeanlage      |
| Dienststation / Betriebs- oder Güterbahnhof (Strecke außer Betrieb) | 6,7                 | Bbf Tagebau Meuro [Stw 24]     | Bbf Tagebau Meuro [Stw 24]     |
| Abzweig geradeaus und von rechts (Strecke außer Betrieb) | 6,9                 | von Brikettfabrik Meurostolln  | von Brikettfabrik Meurostolln  |
| Strecke (außer Betrieb) |                     | Bahnstrecke Kortitzmühle–Meuro | Bahnstrecke Kortitzmühle–Meuro |

Die  Bahnstrecke Brieske–Meuro war eine schmalspurige elektrische Förderbahn der Lausitzer Grubenbahn mit 900 mm Spurweite.
Die Strecke berührte die heutigen Ortsbereiche von Brieske und Senftenberg. Sie lief vom Endpunkt an der Betriebswerkstatt der Grubenbahn mit dem Stellwerk 2 bis zum Hauptabbaugebiet des Tagebaus Meuro mit dem Stellwerk 24. Sie hatte viele Verknüpfungen zu normalspurigen Streckenabschnitten im Tagebaugebiet und von ihrem Endpunkt eine Verbindung zur Bahnstrecke Kortitzmühle–Meuro. In dieser Form bestand die Strecke bis Ende 1999, danach wurde sie komplett abgebaut. Im Rahmen der Rekultivierung wurde ein kleiner Abschnitt bei Senftenberg für die heutige Bundesstraße 169 um Senftenberg verwendet.

## Geschichte

### Entstehung
Ihren Anfang hatte diese Zweigstrecke der Lausitzer Grubenbahn bereits im Jahr 1908 bei der neben Brieske liegenden Grube Marga, als bei der damals errichteten Grubenbahn zur Abraumabtragung Förderbahnen mit 900 mm Spurweite und elektrischen Lokomotiven mit einer Spannung von 500 V Gleichspannung verwendet wurden. Außerdem entstand schon vor dem Ersten Weltkrieg in Brieske die bis in die 1990er Jahre betriebenen Kraftwerk und Brikettfabrik Brieske sowie die Brikettfabrik Fortschritt.
Kurz vor dem Zweiten Weltkrieg wurde mit dem sich abzeichnenden Ende des Tagebaus Marga der Tagebau Niemtsch erschlossen. Mit der Errichtung der Bahnstrecke an Brieske vorbei zum Tagebau wurde die Bahnstrecke Brieske–Meuro in der letzten Form zum ersten Mal berührt. Heute sind noch Reste dieser Strecke in der Nähe der Rentnerstraße in Brieske zu sehen.

### Erweiterung nach dem Zweiten Weltkrieg

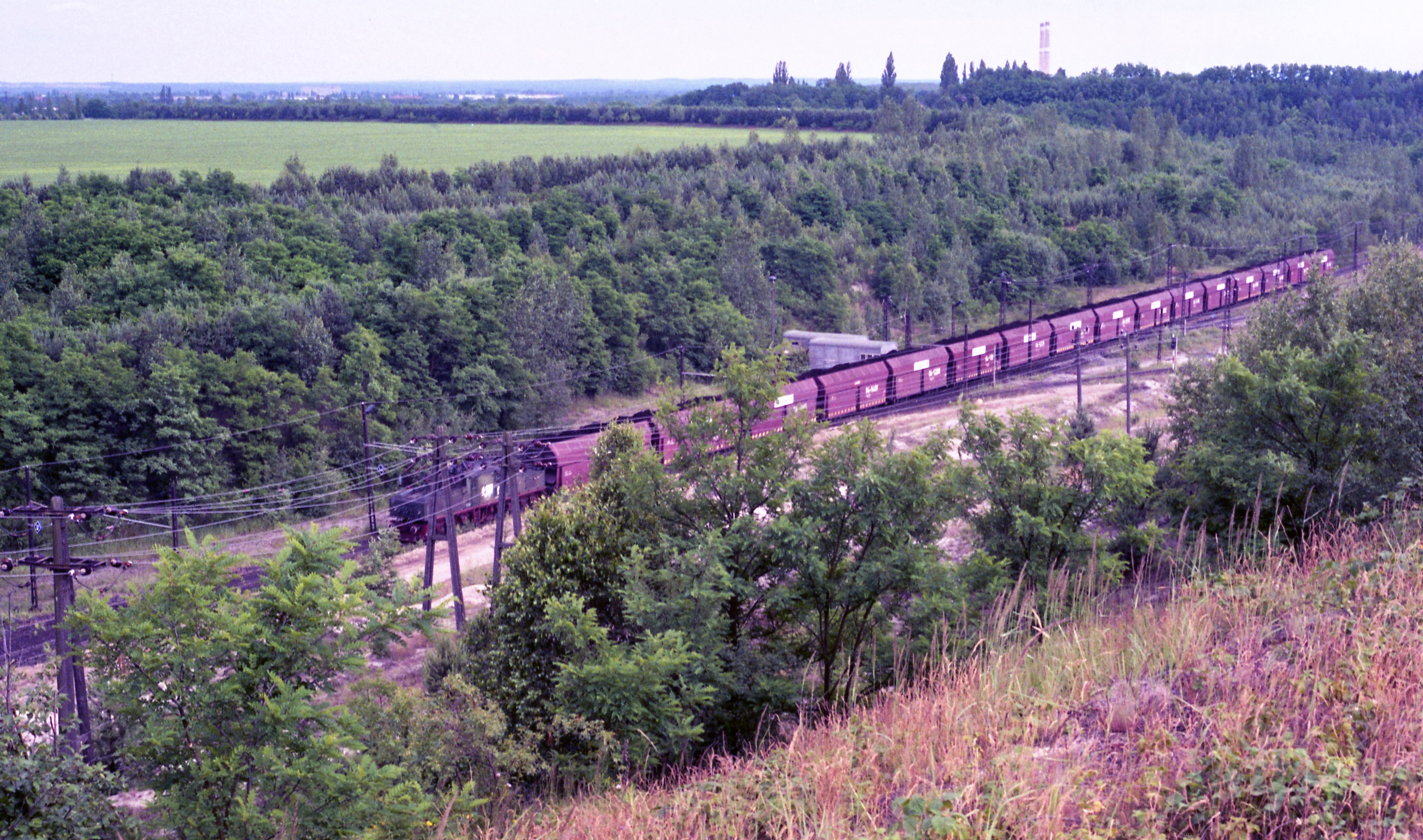
Im Tagebau Meuro fuhren sowohl Schmalspur- als auch normalspurige Förderbahnen

Nach dem Zweiten Weltkrieg waren große Veränderungen in der Braunkohleförderung und den Grubenbahnlinien erforderlich. Der Tagebau Niemtsch rückte weiter nach Norden und machte eine Umverlegung der Schwarzen Elster, der Sornoer Elster, der Bahnstrecke Lübbenau–Kamenz und der Grubenbahnstrecke Kortitzmühle–Senftenberg erforderlich. Sornoer und Schwarze Elster wurden gemeinsam nördlich um den heutigen Senftenberger See herumgeführt, die Bahnstrecke Lübbenau–Kamenz wurde mit der Verbindungskurve an Peickwitz vorbei nach Senftenberg geführt. Die heute noch existierende Werkstatt Brieske wurde 1956 gebaut besonders unter dem Blickwinkel einer zukünftigen Linienführung mit der Normalspur. Sie besaß demzufolge von Anfang an schmalspurige, normalspurige oder Zufahrten mit Dreischienengleis. Man kann davon ausgehen, dass um 1960 sämtliche um den heutigen Senftenberger See führenden Uferwege Grubenbahnen in Schmalspur 900 mm waren, die schon in den 1970er Jahren zu Fahrradwegen durch Rekultivierung umgestaltet wurden.
Die Oberleitungsspannung wurde während der Zeit der DDR auf 1200 V Gleichspannung angehoben, die Züge mit Lokomotiven der Bauart LEW EL 3 bespannt. Diese beförderten Kipper-Kohlewagen der Gothaer Waggonfabrik mit einem Fassungsvermögen von 56 Kubikmetern. Um den Tagebau Meuro wurden in den 1960er Jahren weitere normalspurige Grubenbahnen Richtung Welzow, Lübbenau und Vetschau gebaut. Da die meisten Anschlüsse der Kohlebahnen auch Bunker mit Schmalspuranschlüsse besaßen, die nicht ohne weiteres umgebaut werden konnten, wurde die schmalspurigen Strecke dorthin weiterbetrieben. Ein Anschluss zu den Schmalspurstrecken um den Tagebau Klettwitz war ursprünglich über Lauchhammer vorhanden, wurde aber um 1990 nicht mehr betrieben.

### Gegenwart

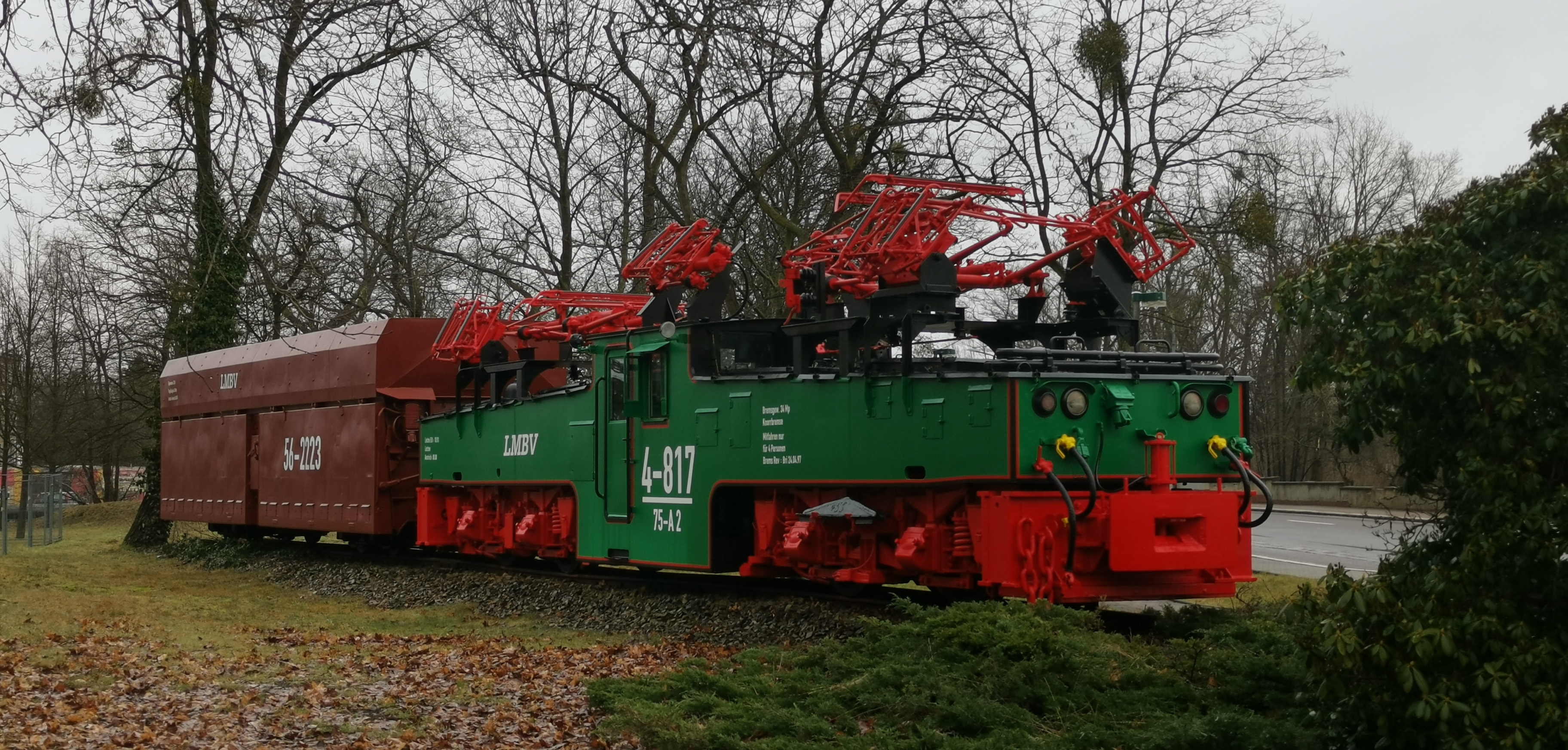
LEW EL 3 4-817 im Stadtgebiet von Brieske

Da um die 1990er Jahre viele Brikettfabriken geschlossen wurden, (Brikettfabrik Fortschritt 1995, Brikettfabrik Meurostolln 1995, Kraftwerk Brieske 1999), die Brikettfabrik und Kraftwerk Sonne wird heute in anderer Funktion weiterbetrieben, folgte auch die schmalspurige Grubenbahn. Erste Rückbaumaßnahmen starteten schon Anfang der 1990er-Jahre. Im Jahr 2000 waren für die Rekultivierungsarbeiten nur normalspurige Strecken vorhanden.  Der Bereich der Unterführung der Bahnstrecke Großenhain–Cottbus (die sogenannte Hustebrücke bei Brieske) wurde bei der Rekultivierung eingeebnet. Die heutigen Normalspurgleise zu der Werkstatt Brieske laufen seit dieser Zeit auf dem südlichen Teil der Bahnlinie von Senftenberg aus mit einem Bogen um Brieske herum.
Zahlreiche Relikte aus der Bergbauzeit und der Schmalspurbahn sind heute noch vorhanden. Da ist zum einen die LEW EL 3 mit einem Selbstentladewagen in Brieske, die Seebrücke des Großräschener Sees stammt von einem Tagebaugroßgerät des Tagebaus Meuro, und der Bagger 1473 sind die bekanntesten unter ihnen. Die beim Lausitzring hinterstellte LEW EL 2 ist eine Präsentation der normalspurigen Strecken um Senftenberg. Viele normalspurige Fahrzeuge sind auch andernorts als Museumsstücke erhalten, wie LEW EL 3 4-96 bei der Energiefabrik Knappenrode und die EL 3 4-98 am Olbersdorfer See. In der Energiefabrik Knappenrode befindet sich auch eine sehr seltene Dampfspeicherlokomotive in Vorkriegsbauart, die vorher in der Fabrik Sonne tätig war.